# Єрмолов Микола Петрович
Єрмолов Микола Петрович — радянський український режисер-документаліст. 

## Життєпис
Народився 7 грудня 1936 р. у м. Бобров Воронізької обл. в родині селянина. 
Закінчив філологічний факультет Воронезького університету (1963) та режисерський факультет Всесоюзного державного інституту кінематографії (1968).
Був членом Спілки кінематографістів України.
Помер 28 лютого 1992 р. в Києві. 

## Фільмографія
З 1968 р. працював на Київській кіностудії науково-популярних фільмів, де створив стрічки:
- «Фотоснайпер» (1969, «Бронзовий лев», Венеція, 1970),
- «Бігом від інфаркту» (1970),
- «Ставкове рибальство СРСР» (1971, Диплом І ст. Міжнародного кінофестивалю в Софії, Болгарія, 1971),
- «Полімерні відра» (1972),
- «Бренді Трузиняк» (1974, Почесний диплом II Міжнародного кінофестивалю рекламних фільмів країн-членів РЕВ, Варна, Болгарія, 1975),
- «АСУ в нафтопереробці» (1974, Почесний диплом Міжнародного фестивалю науково-технічних фільмів, Варна, Болгарія, 1975),
- «Сім'я майстрів» (1977),
- «На вас чекає Нептун» (1977, У співавт.),
- «Поєдинок» (1980) та ін.